# Ервін Францковяк
Ервін Францковяк (нім. Erwin Franzkowiak, 29 листопада 1894 — 19 березня 1984) — німецький хокеїст на траві.
Бронзовий призер Олімпійських Ігор 1928 року.